# Премия Иньхэ
«Премия Иньхэ» (кит. упр. 银河奖, пиньинь Yínhé jiǎng, буквально: «Премия Млечный Путь») — самая престижная премия в жанре «фантастическая литература» (кит. упр. 幻想小说, пиньинь Huànxiǎng Xiǎoshuō) в Китае. Образовано в 1986 году двумя журналами популяризации науки «Научные литература и искусство» (кит. упр. 科学文艺, пиньинь Kēxué Wényì) и «Древо познания» (кит. упр. 智慧树, пиньинь Zhìhuìshù). После того, как «Древо познания» перестал печататься, «Научные литература и искусство» осталось единственным организатором этой премии. Сейчас этот журнал переименовали в «Мир научной-фантастики» (кит. упр. 科幻世界, пиньинь Kēhuàn Shìjiè).
Последним лауреатом «Иньхэ» в категории «Наилучший роман» (кит. упр. 最佳长篇小说奖, пиньинь Zuìjiā Chángpiānxiǎoshuō Jiǎng) становится произведение Вакансия (кит. упр. 空缺, пиньинь Kòngquē). Самый известный из лауреатов этой премии — это Лю Цысинь, кто выигрывал эту премию восемь лет подряд, с 1999 по 2006 г., а затем в 2010 году.